# Trichopsomyia biglumis
Trichopsomyia biglumis är en tvåvingeart som först beskrevs av Matsumura 1916.  Trichopsomyia biglumis ingår i släktet gallblomflugor, och familjen blomflugor. Inga underarter finns listade i Catalogue of Life.